# Eugenia Ginzburg
Eugenia Ginzburg (en ruso, Евгения Соломоновна Гинзбург, Yevguenia Solomónovna Guínzburg; Moscú, 20 de diciembre de 1904 - ibidem, 25 de mayo de 1977) fue una escritora rusa que pasó 18 años condenada en el Gulag.

## Vida antes de su detención
Aunque nació en Moscú, su familia se trasladó a Kazán en 1909. En el año 1920 inició sus estudios de Ciencias Sociales en la Universidad Estatal de Kazán, especializándose posteriormente en Pedagogía. Trabajó en esta universidad y, en abril de 1934, fue nombrada profesora asociada de Historia del Partido Comunista. Al mes siguiente, el 25 de mayo, fue nombrada directora del recién creado departamento para la Historia del Leninismo. No permaneció mucho tiempo en este cargo ya que en 1935 fue obligada a abandonar esta universidad.
Se casó dos veces: su primer matrimonio fue con el Doctor Dmitri Fiódorov, con quien tuvo un hijo en 1926, Alekséi Fiódorov, que moriría durante el Sitio de Leningrado. En 1930, se casó con Pável Aksiónov, alcalde de Kazán y miembro de la Ejecutiva Central de la URSS. Tuvo un segundo hijo en 1932 Vasili Aksiónov, que llegó a ser un conocido escritor.
Tras llegar a ser miembro del Partido Comunista, Ginzburg continuó su exitosa carrera como profesora y periodista.

## Persecución
Tras el asesinato de Serguéi Kírov en diciembre de 1934, Ginzburg, como otros muchos comunistas (ver la Gran Purga), fue acusada de participar en un "grupo trotskista contrarrevolucionario" surgido desde el consejo editorial del periódico Krásnaya Tatáriya en el que ella trabajaba. Tras una dura lucha para mantener su carné de PCUS, fue expulsada (oficialmente el 8 de febrero de 1937). Días más tarde, el 15 de febrero de 1937, fue arrestada acusada de participar en actividades contrarrevolucionarias y de haber "jugado a dos bandas".
Desde el momento en que fue arrestada, negó las acusaciones y jamás reconoció haber participado en ninguna organización contrarrevolucionaria trotskista.
Sus padres también fueron arrestados y posteriormente puestos en libertad tras dos meses de detención. Así mismo, su marido fue arrestado en el mes de julio y se lo sentenció a 15 años de trabajos forzados, además de ser confiscadas sus pertenencias.

### Juicio y condena
El 1 de agosto de 1937, fue sentenciada a 10 años de prisión, siéndole confiscados todos sus bienes. La sentencia fue declarada firme, sin posibilidad de apelación, además de empezarse a aplicar en las siguientes 24 horas, como así ocurrió. Ella llegó a escribir en una carta al Presidente del Presidium del Sóviet Supremo de la Unión Soviética que todo su proceso judicial "duró siete minutos" incluyendo su interrogatorio y la lectura de la sentencia.
En su autobiografía, Ginzburg decía que sintió un "gran alivio" tras escuchar el veredicto, porque tenía miedo a ser condenada a muerte.

### Condena en el Gulag y posterior destierro
Eugenia pudo experimentar en primera persona las infames condiciones de las prisiones de Moscú, especialmente la prisión de Butyrka. Cruzó también la URSS en un tren de prisioneros hacia Vladivostok y posteriormente fue trasladada en un carguero de vapor hasta Magadán. Allí trabajó en un campo de trabajo del Gulag dando asistencia sanitaria, pero pronto fue enviada a los duros campos de trabajo en la región de Kolymá donde se le asignó la realización de "trabajos comunes" por lo que, dado lo sacrificado de esas labores, su estado físico fue empeorando hasta llegar a unas condiciones extremas. El doctor Antón Walter fue quien posiblemente le salvó la vida al recomendarla para un puesto en enfermería. Walter era un médico que fue deportado al campo de trabajo por sus orígenes germanos. Eugenia y el Doctor Walter finalmente contrajeron matrimonio convirtiéndose así en su tercer marido. 
En febrero de 1949, Ginzburg fue puesta en libertad, pero tuvo que permanecer desterrada en Magadán durante 5 años más. Encontró trabajo en un jardín de infancia y empezó a escribir sus memorias en secreto. En octubre de 1949, fue arrestada de nuevo. No se justificó esta segunda detención bajo ningún motivo concreto.

## Vida tras su liberación
Tras la muerte de Stalin en 1953 y habiendo realizado recursos a varias autoridades para que su caso fuera reconsiderado, fue puesta en libertad el 25 de junio de 1955 y se le permitió volver a Moscú. 
Tras su regreso a Moscú trabajó como periodista y continuó redactando sus memorias llamadas "Krutói marshrut" (Крутой маршрут - Duro viaje), obra publicada en castellano bajo el título de El vértigo. 
Falleció en Moscú a la edad de 72 años.

## Obra Literaria
- 2005. El vértigo, Galaxia Gutenberg. ISBN 9788481095036